# 光クラブ事件

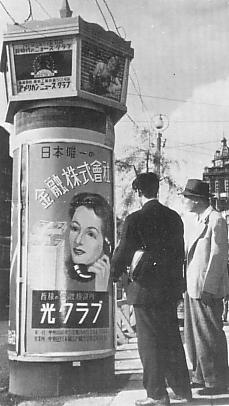
光クラブの広告

光クラブ事件（ひかりクラブじけん）とは、1948年に東京大学の学生による闇金融企業が法律違反として警察に検挙された事件。
「アプレゲール犯罪」の代表例とされさまざまに論じられる。社長の山崎晃嗣は三島由紀夫の『青の時代』や高木彬光の『白昼の死角』などの小説のモデルとなった。

## 概説

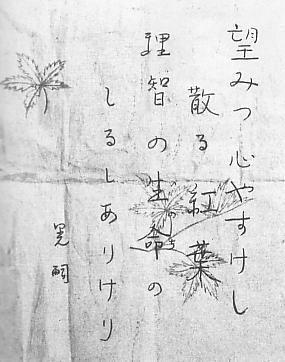
山崎晃嗣の辞世の句

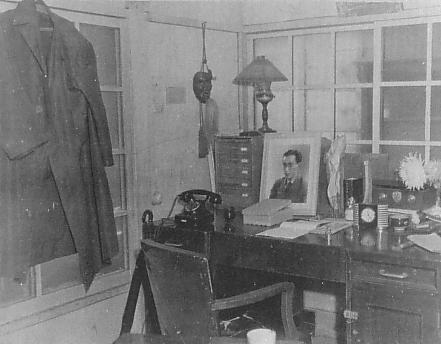
光クラブ社長室（中央の写真の人物が山崎晃嗣）

1948年（昭和23年）9月、東京大学生の山崎晃嗣、友人の日本医科大生三木仙也とともに貸金業「光クラブ」を東京の銀座に設立した。社長は山崎、専務は三木、常務は東大生、監査は中大生であった。
そのビジネスモデルとは、周囲の目を引く画期的な広告を大きく打って多額の資金を調達し、その集めた資金を個人商店、企業などに高利で貸し付け、利息を稼ぐというものであった。ドッジ・ラインにより昭和23年当時の銀行金利は年利1.83%で、銀行に100万円を1年間預けても月間利息は約1,500円にしかならないところを、光クラブの場合は出資者として100万円を出資すれば月に1万5千円ほど配当をもらえる（年利約18%）というものであった。
他の闇金融と異なり学ラン姿の東大生が公証人を立てて公正証書を作成して貸金する光クラブは、銀行の貸し渋りで運転資金の調達に苦労する中小企業の注目を浴び、東大生らが中心となって経営するというニュースは日本で話題性となった。開業3か月ほどで1000万円（現在の価値にして約10億円）を集め、4か月後の1949年（昭和24年）1月には株式会社化し本社を東京中央区の銀座に移転、資本金400万円、社員30人を擁する会社にまで発展した。
しかし、同年7月4日に山崎が物価統制令違反で逮捕。山崎は巧みな法律知識と弁舌を駆使し1か月後に不起訴処分となるが、出資者らの信用を失った光クラブの業績は急激に悪化する。その後、社名のみを変更してさらに資金を集めようと図るも成功せず、経営はますます悪化していく。3600万円（現在の価値で約36億円）もの負債を抱えた山崎は最後の手段として株の空売りで資金調達を試みるが、うまく行かない。債務返済の前日である11月25日の未明、債務を履行できなくなった山崎は本社の一室で青酸カリを飲み、下記の遺書を残して服毒自殺した。その一ヶ月後、山崎が空売りしていた株は大暴落し、多額の利益を生み出した。

## 学生社長・山崎晃嗣
山崎 晃嗣（やまざき あきつぐ、1923年〈大正12年〉1月23日 - 1949年〈昭和24年〉11月25日）は、医師・木更津市市長だった山崎直と渋沢家の血を引く妻・総子の五男として、1923年1月23日、木更津市に山崎明(あきら)の名で生まれる。幼少のうち山崎晃嗣と改名。旧制木更津中学（現・千葉県立木更津高等学校）から旧制第一高等学校を経て1942年に東京帝国大学法学部に入学するが、学徒出陣により陸軍主計少尉に任官し北海道旭川市の北部第178部隊の糧秣委員少尉として終戦を迎える。訓練中、上官の私的制裁により一高時代の同級生を殺されるが、上官命令により内密にさせられ、正しく軍法会議が開かれることはなかった。
陸軍主計少尉だった終戦の際、上官の命令で食糧隠匿に関与するが、運送業者の密告によってただ一人横領罪で逮捕。上官を義理堅く庇った結果そのまま一人有罪となり懲役1年6か月・執行猶予3年の判決を受けるが、尋問時に警察から虐待されたうえ、虐待を耐えて庇った上官から事前に約束された分け前は反故にされた。ただし、『私は偽悪者』によれば、当時は刑法と軍刑法の混乱もあり、戸籍上の記録としてこの罪は記載されていない。同級生の死と共に、この事件に表れる陸軍上層部の体質への深い失望や無念が後々の山崎の人生や「人間はもともと邪悪」と記された彼の遺書に影響する。
東大復学後はすべての科目で優を取ろうと猛勉強し、勉強や睡眠、果てはセックスに至るまで細かく分刻みにスケジュールを記録し、その行動が有益か否かを全て自己評価していた。結局、教授の好き嫌いで優を取れなかった科目があり当初の目標は達成されなかったものの、偏執狂的とも言えるスケジュールをつける習慣は、死の直前まで続いていた。
対人関係
彼が心を許した友人はごく少数で、そのうちの一人に上記の同級生の死の真実を告白していることが保坂正康の評伝により公にされた。山崎は「金儲けは人間の能力を数値化する物差し」という名言も残し、いつも日記をつけて自分の行動を○、×、△・・・と数値化していた。
女性関係も奔放で、山崎は秘書募集という名目で自分の愛人を広く募集した。その愛人は8人いたが、恋愛やプラトニック・ラブという感情とはまったく無縁であった。山崎は「誠意とはいいわけと小利口に逃げることである。私の誠意を見てくださいという言葉ほど履行されぬものはない。人は合意にのみ拘束される」と愛人の1人に告白している。その後、山崎は採用した秘書兼愛人によって人生の歯車が狂っていく。その女性は光クラブの内情を探るべく京橋税務署員から送られた女スパイだった。彼女は正体を隠し秘書として山崎と親密になっていく。そして、山崎の留守中に光クラブの経営実態、内部情報を緻密に調べ、ついに光クラブの重大な情報を発見すると税務署に密告し、山崎は検挙されることとなる。
実業家藤田田は、東大で山崎の一級下であり、クラブへの出資者でもあった。自殺直前の山崎から資金繰りに行き詰まったことを相談された藤田は、「法的に解決することを望むなら、君が消えることだ」と言った。
手記
山崎の死後、彼が残した手記が『私は天才であり超人である 光クラブ社長山崎晃嗣の手記』（1949年）、『私は偽悪者』（1950年）の名前で刊行された。このうち、『私は偽悪者』は牧野出版から復刻されている。

パブファンセルフよりAmazonオンデマンドにて『『私は僞惡者』と名付けられた、光クラブ株式會社代表取締役社長山崎晃嗣の手記』が復刊された。

2007年10月26日、東京・神田神保町の神田古書店街で開かれた古本まつりに、光クラブ設立前夜の金融業を始める以前の1946年3月から1947年12月までの1年半余にわたる日記が出品された。
生家の敷地の半分は木更津市に寄付され、現在は木更津市が管理する山崎公園となっている。

## 光クラブをモデルにした作品

### 小説
- 『石の下の記録』（大下宇陀児 著）。1951年に第4回探偵作家クラブ賞長編賞受賞。
- 『青の時代』（三島由紀夫著）
- 『悪の華』（北原武夫 著）
- 『東京の門』（田村泰次郎 著）
- 『白昼の死角』（高木彬光 著）。1979年に映画化。
- 『虚業集団』（清水一行 著）
  - 手形パクリ屋の芳賀龍生がモデルとなっているが、三木をモデルとした人物も登場する。

### ドラマ
- 高木彬光シリーズ 白昼の死角（TBS系にて放送毎日放送制作）（1979年8月-9月）
  - 主演 渡瀬恒彦 鶴岡七郎 役、山崎をモデルとした隅田光一役は山本圭が演じた。
- 『蒼い光芒』（NHK「ドラマ人間模様」枠にて連続ドラマ化、1981年7月2日-8月16日〈全4回〉）
  - 山崎役は根津甚八。
- 火曜サスペンス劇場 夢を喰う男（日本テレビ、1990年11月27日）
  - 山崎〈役では江崎〉役は佐藤浩市、三木〈役では佐々木〉役は段田安則が演じた。
- かりん （NHK「連続テレビ小説」枠、1993年)
  - 山崎をモデルとした「岸元道則」という東大生が光クラブをモデルにした「東亜クラブ」社長として当時の世間を騒がせる。演者は古藤芳治。
- ザ!世界仰天ニュース 緊急特別版 落ちた偶像〜光クラブ事件（日本テレビ、2006年6月28日）
  - 山崎役は萩原聖人、三木役は加藤晴彦が演じた。
- わが家の歴史（フジテレビ、2010年4月9日-4月11日）
  - 登場人物として、山崎をモデルにした「宮崎正志」という東大生が光クラブをモデルにした「太陽グループ」を作ったという描写がある。演者は岡田将生。

## 備考
- 光クラブの元社員たちの中には、三木をはじめその後も同様の高利貸しを営む者が出た[要出典]。
- 東京大学出身のエリートが起業して知能犯罪を犯すという典型として、その後も光クラブ事件になぞらえる新聞・雑誌記事などが散見される。1988年のリクルート事件では、清水一行がリクルート創業者の江副浩正について言及する際、山崎を引き合いに出している[7]。2006年1月のライブドア事件でも、同社社長であった堀江貴文の逮捕時に同様の反応が出た。しかし、山崎の評伝を著した保阪正康は、人生観などから見て山崎と堀江は似て非なるものであると否定的な見解を示している[要出典]。
- LINEでは「光クラブ事件を語る会」というオープンチャットが存在している。

## 参考資料
- 『私は偽悪者』 山崎晃嗣 著、2006年、牧野出版 ISBN 978-4895000901
- 『真説 光クラブ事件』 保阪正康著、2004年、角川書店 ISBN 978-4048837781
- 『『私は僞惡者』と名付けられた、光クラブ株式會社代表取締役社長　山崎晃嗣の手記』 https://www.amazon.co.jp/gp/product/B0DP9F8ZTF